# Samba-exaltação
Il samba-exaltação è un genere di samba nato nel 1939.
Questo stile di samba, meno sofisticato rispetto al tradizione, esalta le qualità e la grandiosità del Brasile. Ne è un primo esempio la composizione Aquarela do Brasil di Ary Barroso. Un secondo momento di ripresa del genere si ha all'inizio degli anni '40, quando il brano viene incluso nel film Saludos Amigos (1942), diffondendo per la prima volta il ritmo nazionale a livello internazionale.